# Pellervo Saarinen
Pellervo Saarinen, född 26 april 1910 i Taivalkoski, död 7 oktober 2010 i Helsingfors, var en finländsk agronom.
Saarinen, som var son till kommunalrådet Juho Paavo Saarinen och Lempi Sofia Mustajoki, blev student 1929, agronom 1936, agronomie- och forstkandidat 1934 samt agronomie- och forstdoktor 1944. Han var assistent vid Lantbruksförsöksanstalten 1934–1951, byråsekreterare och avdelningschef vid folkförsörjningsministeriet 1939–1946, professor vid University of Maryland 1948–1950, e.o. professor i husdjurslära vid Helsingfors universitet 1951–1957, överdirektör för Lantbrukets forskningscentral 1957–1960 och generaldirektör för Valiomejeriernas centrallag 1960–1975. 
Saarinen var ordförande i centralkommittén för lantbrukets försöksverksamhet i Finland 1952–1960, medlem och sekreterare i Viks och Malmgårds förvaltningsnämnd 1951–1960 och Agrarbyns ålderman 1953–1961. Han var styrelsemedlem i Pellervosällskapet, Helsingfors handelskammare, Finska kulturfonden, medlem i Försvarsekonomiska planeringskommittén och finska handelsföreningen, FAO:s Expert Panel on Animal Nutrition. Han skrev doktorsavhandling i husdjurslära och ett flertal artiklar om mjölkbildning och husdjursfysiologi. Han var ledamot av Finska Vetenskapsakademien.